# Якубовізна
Якубовізна (пол. Jakubowizna) — село в Польщі, у гміні Хинув Груєцького повіту Мазовецького воєводства.
Населення — 351 особа (2011).
У 1975-1998 роках село належало до Радомського воєводства.

## Демографія
Демографічна структура станом на 31 березня 2011 року:
|          | Загалом | Допрацездатний вік | Працездатний вік | Постпрацездатний вік |
| -------- | ------- | ------------------ | ---------------- | -------------------- |
| Чоловіки | 182     | 42                 | 121              | 19                   |
| Жінки    | 169     | 27                 | 100              | 42                   |
| Разом    | 351     | 69                 | 221              | 61                   |